# Baritocalcite
La baritocalcite è un minerale.

## Origine e giacitura
Origine idrotermale in filoni di bassa termalità. Si può trovare insieme a calcite, barite e da altri minerali. Cristalli di parecchi cm e masse sfaldabili sono presenti a Alston Moor, Cumbria, UK. Cristalli imperfetti di circa 10 mm sono stati ritrovati a Stribro, Repubblica Ceca. Descritta anche a Freiberg, Germania e a Langban, Svezia.